# Le Cloître-Saint-Thégonnec
Le Cloître-Saint-Thégonnec település Franciaországban, Finistère megyében. Lakosainak száma 644 fő (2022. január 1.). Le Cloître-Saint-Thégonnec Berrien, Pleyber-Christ, Plougonven, Plounéour-Ménez, Plourin-lès-Morlaix és Scrignac községekkel határos.

## Népesség
A település népességének változása:
| Lakosok száma | 566  | 561  | 566  | 587  | 675  | 663  | 660  | 658  | 653  | 644  |
|               | 1968 | 1982 | 1990 | 2006 | 2013 | 2015 | 2017 | 2019 | 2020 | 2022 |